# (8908) 1995 WY6
1995 دابليو واي 6 (ويعرف أيضًا باسم (8908) 1995 دابليو واي 6 وفق تسمية الكوكب الصغير) (بالإنجليزية: 1995 WY6)‏ هو كويكب ضمن حزام الكويكبات؛ وترتيبه 8908 من حيث الاكتشاف.
اكتُشف هذا الجُرم الفلكي بواسطة هيروشي كانيدا في 18 نوفمبر 1995.

## وصلات خارجية
- (8908) 1995 WY6 في قاعدة بيانات مختبر الدفع النفاث لأجرام النظام الشمسي الصغيرة

- الاكتشاف · مخطط المدار ·  العناصر المدارية · المعلمات المادية

- (8908) 1995 WY6 على موقع ويكي سكاي: DSS2, SDSS, GALEX, IRAS, Hydrogen α, X-Ray, Astrophoto, Sky Map, Articles and images